# أولكساندر هلادكي
أولكساندر هلادكي (بالأوكرانية: Гладкий Олександр Миколайович) مواليد 24 أغسطس 1987 في خاركيف أوبلاست، الاتحاد السوفيتي، هو لاعب كرة قدم أوكراني يلعب مع نادي دينامو كييف كمهاجم. مثّل منتخب أوكرانيا لكرة القدم. بدأ أولكساندر هلادكي مسيرته الرياضية عام 2003.

## المسيرة الاحترافية

### أندية لعب لها
- نادي ميتاليست خاركيف
- نادي شاختار دونيتسك
- نادي دنيبرو دنيبروبتروفسك
- نادي دينامو كييف

## وصلات خارجية
- أولكساندر هلادكي على موقع الاتحاد الدولي (مؤرشف)  (الإنجليزية)
- أولكساندر هلادكي على موقع الاتحاد الأوربي (الإنجليزية)
- أولكساندر هلادكي على موقع اتحاد تركيا (لاعب) (الإنجليزية)
- أولكساندر هلادكي على موقع اتحاد أوكرانيا (الإنجليزية)
- أولكساندر هلادكي على موقع قاعدة بيانات كرة القدم.إي يو (الإنجليزية)
- أولكساندر هلادكي على موقع ناشيونال فوتبول تيمز (الإنجليزية)
- أولكساندر هلادكي على موقع Soccerway.com (الإنجليزية)
- أولكساندر هلادكي على موقع عالم كرة القدم.نت (الإنجليزية)
- أولكساندر هلادكي على موقع AS.com (الإسبانية)
- الموقع%20الرسمي